# Antoni Victory Taltavull
Antoni Victory Taltavull (Maó, 1861 - 1931) fou un militar, polític i intel·lectual. Fou el segon dels tres germans (Joan 1859, Antoni 1861, i Pere 1862) del matrimoni d'Antoni Victory Tutzó i Margarita Taltavull Garcia, ambdós pertanyents a la classe acomodada de Maó. Feu carrera militar, essent comandant de l'estat major, en el que assolí prestigi. D'altra banda també dugué a terme tasques polítiques i culturals que desenvolupà a la ciutat.
En el primer aspecte, Antoni Victory formava part d'una família burgesa mercantil, que es mogué en els paràmetres de dreta moderada, i defensora del liberalisme econòmic. Alguns dels membres de la família mantingueren vinculacions amb partits de dretes, essent el seu oncle Joan Taltavull Garcia president del partit liberal dinàstic de Maó l'any 1888, i el seu germà Joan Victory Taltavull líder del partit conservador maurista, diputat provincial, i batlle de Maó entre 1902 i 1905. En canvi, a Antoni Victory no se li coneixen vincles en cap partit polític, tot i que el consideraven pròxim a les tendències liberals monàrquiques. Això no obstant, era crític amb la classe política. Potser per això fou batlle durant la dictadura de Primo de Rivera en dues ocasions: la primera entre el 10 maig de 1924 i el 20 d'abril del 1925; i l'altre des del 14 de desembre del 1925 i el 6 de març del 1930. Coneixedor dels problemes municipals en temes d'urbanisme i sanitaris, engegà les seves reformes, sense ser ben vist pels seus companys. Presentà dimissió el 1925 pel poc suport que va rebre. Es produí diverses entrades i sortides de batlles per la inoperància dels mateixos i pels gustos del governador civil. Finalment tornà Antoni Victory, a pesar dels seus companys, fins a la caiguda del dictador. Sota el seu mandat, es feren alguns dels edificis més emblemàtics de Maó, com el col·legi Sa Graduada o el Mercat del Peix.
En el camp cultural, destacà per la seva vinculació a l'Ateneu de Maó, del que fou un dels membres fundadors, i primer president de l'entitat (1905-1931), ja que era una persona de confiança per a molta gent, culta i maonesa. Els primers anys de l'existència d'aquesta institució foren difícils pels atacs que rebé des dels sectors eclesiàstics i més integristes de la societat menorquina, a les quals Antoni Victory hagué de fer front amb gran habilitat. Sota la seva direcció durant els seus 25 anys de mandat, aconseguí per la institució la formació d'una biblioteca i d'una hemeroteca, i el traspàs a les sales de l'entitat els materials de l'antic museu municipal. A més, es produí una forta activitat en les seves sales, per on passaren 114 conferenciants que realitzaren 327 conferències, 7 vetllades necrològiques, i concursos sobre història de Menorca (1906), i de folklore menorquí (1918).
A més de la seva tasca com a president de l'Ateneu de Maó, realitzà obres d'investigació i assaigs relacionats amb les arts militars i la història menorquina. Col·laborà la Revista de Menorca amb 45 treballs d'història, geografia, comerç i ports francs, política educativa, afers militars i de defensa, de política internacional, economia, etc. A més, hi trobaren 22 memòries d'activitats de la vida orgànica de l'Ateneu.